# Teresita Bramante
Teresita Bramante Vallana (Locarno, 16 maggio 1977) è una skeletonista, sollevatrice ed ex bobbista italiana, che ha gareggiato anche come lunghista per la Svizzera.

## Atletica leggera
Ha cominciato a gareggiare nel 1998 nel salto triplo, ma la sua specialità diverrà col tempo il salto in lungo. Ha gareggiato per la Svizzera.
È stata campionessa ticinese sia nel lungo (2000 e 2001) che nel triplo (2000 e 2004), ha vinto un campionato del Liechtenstein nel lungo (2000) ed è stata vicecampionessa svizzera a livello sia giovanile (nel triplo, 1998) che seniores (nel lungo, 2003).

## Bob
Nel 2003 ha cominciato a praticare il bob nel ruolo di pilota. Dal 2004 è entrata nel giro della nazionale italiana. Il suo miglior risultato è un secondo posto in una gara di Coppa Europa nel 2005 a St. Moritz. Dal 2006 ha lasciato la specialità per dedicarsi allo skeleton.

## Skeleton
La Bramante pratica lo skeleton dal 2006, ed è parte del World Cup team della nazionale italiana.
È stata per quattro volte vicecampionessa italiana (2007, 2008, 2009 e 2011), a cui si aggiunge un terzo posto (2010).
Con la maglia azzurra ha disputato, oltre alla Coppa del Mondo di skeleton 2007, 2008 e 2010 (edizioni chiuse rispettivamente al 37º, 25º e 29º posto finale) ed alla Coppa Europa 2007 e 2008 (15º e 12º posto finale), anche il campionato mondiale 2007 (7º posto nella gara a squadre) e quello europeo 2007 (chiuso al 17º posto nell'individuale).

## Sollevamento pesi
Dal 2008 ha cominciato a cimentarsi anche nel sollevamento pesi. Al primo tentativo ha centrato la qualificazione ai campionati italiani assoluti, categoria 58 kg, chiusi al sesto posto. Ha poi nuovamente partecipato agli assoluti nel 2010, chiudendo quinta, nel 2011, quando fu nuovamente sesta, e nel 2012, quando fu quarta.
Nel 2009 e nel 2010 è giunta terza ai campionati italiani seniores, sempre nella categoria 58 kg. Nel 2011 e nel 2012 fu invece quarta.